# Alfano II
Alfano II (X secolo – 1045 circa) è stato un arcivescovo italiano.

## Biografia
Sedette sulla cattedra episcopale di Benevento dal 1011 al 1045. Diventò grazie a papa Sergio IV, nel gennaio del 1011 vescovo e nel marzo del 1014 arcivescovo.
Il Di Meo nei suoi annali narra di lui così come nella «Cronaca di Santa Sofia» si scopre che il suo servizio durò sino al 1045.